# ماهی‌های ساده‌لب
ماهی‌های ساده‌لب (نام علمی: Aplocheilus) نام یک سرده از تیره ساده‌لبان است.